# 冷たい星
『冷たい星』（つめたいほし、伊: Le stelle fredde）は、イタリアの作家グイード・ピオヴェーネによる小説。1970年に出版され、同年のストレーガ賞を受賞した。

## ストーリー
医者に聞かれた。
「悪いのは右かね、それとも左？」
「どっちの耳なのか自分でも区別がつかないんだ」—小説の冒頭より
都会で暮らす主人公は航空会社の有能な宣伝担当であった。彼は耳が聞こえにくくなったと感じ、医者の下を尋ねた。診療所の庭で出会った少女は主人公が「死んでいる」と告げる。その日の内に彼はアパートを引き払い、会社も辞めて相続した家のある田舎に移り住む決意をする。恋人のイーダは既に彼を残して去っていた。
母親から家などの資産を受け継いだ主人公は、管理などを任せて住まわせているという複雑な関係の父親と再会する。主人公は昔からイーダの元彼である地元住民に恨みを抱かれていた。その住民が殺害され、主人公に疑いがかけられた。 尋問を逃れるために、彼は家からそう遠くない丘の孤立した場所に隠れ、そこで哲学を語る警官とドストエフスキーの幽霊に出会う。

## 発行
- Le stelle fredde. Scrittori Italiani e Stranieri. Milano: Arnoldo Mondadori. (1970). ASIN B00DH8FG5G
  - 千種堅 訳『冷たい星』河出書房新社、東京都千代田区、1971年。全国書誌番号:75028074。